# Podgorie (Submontana)
Podgorie (Submontana) - terytorium obejmujące według Popa Duklanina 11 żup położonych w dorzeczach górnej Moračy, Pivy, Neretwy u podnóża głównego pasma Gór Dynarskich. Były to: Onogošt, Moracza, Komarnica, Piva, Gacka, Nevesinje, Gusinje, Kom, Dabar, Neretwa górna i Rana. Terytorium to otrzymał według Popa Duklanina w X wieku w podziałach dzielnicowych jeden z czterech synów Predimira - Prevald (lub Svevald), a po nim około 971 roku Mirosław.